# São João Batista (Maranhão)
São João Batista is een gemeente in de Braziliaanse deelstaat Maranhão. De gemeente telt 18.570 inwoners (schatting 2009).
De gemeente grenst aan São Vicente Férrer, Olinda Nova do Maranhão, Viana en Cajapió.